# Chevrolet Suburban
Chevrolet Suburban är en stadsjeep (populärt kallat SUV) som tillverkas av Chevrolet. Bilmodellen introducerades redan 1935 och är idag den bilmodell som varit i kontinuerlig produktion med samma namn under längst tid i hela världen.
Bilmodellen har, förutom Chevrolet, även tillverkats som en GMC och Holden. Idag tillverkas den även under namnet Cadillac Escalade ESV.
Bilmodellen har alltid haft formen av en kombi med stora utrymmen för både passagerare och gods. 1960 års modell var den första där kunderna kunde välja att utrusta sin bil med fyrhjulsdrift. Bilmodellen är än idag byggd enligt den gamla beprövade modellen ram, längsmonterad motor och bakhjulsdrift via en stel bakaxel.